# Trakt Tarczyński
Trakt Tarczyński (także: Trakt Napoleoński) – droga przebiegająca na terenie gmin: Mszczonów, Żabia Wola i Tarczyn, łącząca miasta Mszczonów i Tarczyn, ograniczona skrzyżowaniem z drogą krajową nr 7 w Tarczynie i kończąca się ulicą Tarczyńską w Mszczonowie, leżącym przy drodze ekspresowej S8. Na odcinku między Tarczynem a Piotrkowicami Trakt Tarczyński stanowi część drogi wojewódzkiej nr 876, na pozostałym odcinku jest to droga powiatowa nr 2861W.
Na początku XIX wieku Traktem Tarczyńskim maszerowały wojska napoleońskie. Wzdłuż drogi zlokalizowanych jest kilka historycznych dworków szlacheckich, m.in. w Grzegorzewicach i Badowo-Mściskach. Obecna asfaltowa droga na odcinku między Mszczonowem a Piotrkowicami została oddana do użytku 14 listopada 2010.